# 黑腹馬面魨
黑腹馬面魨，為輻鰭魚綱魨形目鱗魨亞目單棘魨科的其中一種，為熱帶海水魚，西印度洋的阿曼灣及亞丁灣海域，棲息深度30-200公尺，體長可達20公分，棲息在底層水域，生活習性不明。

## 扩展阅读
維基物種上的相關：黑腹馬面魨